# Bolesław Jan Czedekowski
Bolesław Jan Czedekowski (ur. 22 lutego 1885 w Wojniłowie, zm. 8 lipca 1969 w Wiedniu) – polski malarz, mieszkający przez większą część życia poza krajem (Francja, Austria, Stany Zjednoczone); znany głównie jako portrecista, nawiązujący do włoskiego renesansu, XVII-wiecznego malarstwa holenderskiego i XVIII-wiecznej sztuki francuskiej. Malował również kwiaty i pejzaże.
Urodził się w małym miasteczku w pobliżu Kałusza, które opuścił w młodym wieku wyjeżdżając do gimnazjum w Stanisławowie (później Iwano-Frankiwsk), a następnie na studia do Wiednia. Na trzecim roku studiów uznano go za najlepszego studenta tego rocznika, a rok później za wybitne osiągnięcia otrzymał nagrodę finansową. W 1907 roku ukończył malarstwo w Akademii Sztuk Pięknych, lecz nie powrócił do kraju. Sztukę malarską doskonalił ucząc się malarstwa portretowego u Kazimierza Pochwalskiego. W 1913 roku ożenił się z Eugenie (Jeni) Nel; rok później urodziła się z tego związku córka Helena. W 1915 roku został powołany do wojska, gdzie początkowo był zaszeregowany jako żołnierz, a następnie uznany za artystę wojskowego. W roku 1920 wyjechał do Stanów Zjednoczonych, gdzie emigrowała znaczna część jego bliskich. Powrócił dwa lata później i zamieszkał we Francji. Niepodległą Polskę odwiedził pierwszy raz w 1923 roku, po czym powrócił do Austrii. Tworzył zarówno w Wiedniu, gdzie otworzył własną pracownię, jak i w Paryżu.
Pod koniec lat 20. XX wieku zaczął częściej bywać w Polsce; już wówczas miał opinię wybitnego portrecisty. W roku 1930 otrzymał zamówienie na portret prezydenta Ignacego Mościckiego. Od tego czasu portretował elitę – wybitnych polityków, działaczy państwowych, arystokrację i duchowieństwo. Za namalowany w 1934 roku portret hrabiego Krzysztofa Tyszkiewicza otrzymał dyplom honorowy. W 1934 roku rząd francuski uhonorował go Legią Honorową.
Wybuch II wojny światowej zastał artystę w Warszawie, ale dzięki obcemu obywatelstwu opuścił okupowany kraj i wyjechał do Wiednia. Działania wojenne w Polsce wywarły na Czedekowskim ogromne wrażenie – w późniejszych latach stworzył cykl obrazów o tematyce wojennej.
W 1946 roku razem z rodziną wyjechał do Stanów Zjednoczonych (w 1952 r. otrzymał obywatelstwo amerykańskie). W 1953 roku zmarła nagle Eugenie; pochowano ją w kaplicy rodowej na cmentarzu w Lofer koło Salzburga. Prawdopodobnie wówczas artysta postanowił powrócić do Europy i zamieszkać ponownie w Wiedniu (odwiedził też powojenną Polskę). W późniejszych latach poślubił Herthę Aujezdecky. Razem z nią był obecny na wystawie autorskiej w Krakowie (1964 r.); otrzymał wówczas medal Cracovia totius Poloniae urbs celeberrima. W 1965 roku ambasador Polskiej Rzeczypospolitej Ludowej w Wiedniu odznaczył Bolesława Jana Czedekowskiego Orderem Odrodzenia Polski.
Artysta zmarł 8 lipca 1969 roku w Wiedniu i spoczywa w kaplicy rodowej rodziny pierwszej żony na cmentarzu w Lofer.
Największą w Polsce kolekcję dzieł Bolesława Jana Czedekowskiego posiada muzeum na Zamku w Łańcucie. Jest to dar wdowy po malarzu Herthy Czedekowski, przekazany w 2001 roku.